# Urban dissonance
|  | Denne artikel er oprettet af botten PalnaBot ud fra en ekstern database. Den kan derfor have sproglige fejl eller mangler. Denne skabelon kan fjernes efter kontrol af indholdet. |

Urban dissonance er en eksperimentalfilm instrueret af Knud Vesterskov ogUlrik Al Brask efter manuskript af Knud Vesterskov.

## Handling
Urban dissonance er det uundgåelige resultat af den smeltedigel af kulturer, stammer, sprog og racer som storbyen udgør. Alt for mange mennesker, al for lidt plads. Resultat er: Støj, stank, passagerer i undergrundsbanen der bliver skubbet ud foran tog - alt sammen uafvendelige bivirkninger af modernismen.